# فرانز إسر
فرانز إسر (بالألمانية: Franz Esser)‏ هو لاعب كرة قدم ألماني، ولد في 20 يناير 1900 في كيل في ألمانيا، وتوفي بنفس المكان في 21 سبتمبر 1982. شارك مع منتخب ألمانيا لكرة القدم. أما مع النوادي، فقد لعب مع هولشتاين كيل.

## وصلات خارجية
- فرانز إسر على موقع قاعدة بيانات كرة القدم.إي يو (الإنجليزية)
- فرانز إسر على موقع ناشيونال فوتبول تيمز (الإنجليزية)
- فرانز إسر على موقع عالم كرة القدم.نت (الإنجليزية)